# Grand Prix Formule 1 van Australië 1985
De Grand Prix Formule 1 van Australië 1985 werd gehouden op 3 november op het circuit van Adelaide. Het was de zestiende en laatste race van het seizoen.

## Uitslag
| Positie | Nummer | Rijder             | Team                   | Ronden | Tijd/Opgave         | Startplaats | Punten |
| ------- | ------ | ------------------ | ---------------------- | ------ | ------------------- | ----------- | ------ |
| 1       | 6      | Keke Rosberg       | Williams-Honda         | 82     | 2:00:40.473         | 3           | 9      |
| 2       | 26     | Jacques Laffite    | Ligier-Renault         | 82     | + 43.130            | 20          | 6      |
| 3       | 25     | Philippe Streiff   | Ligier-Renault         | 82     | + 1:28.536          | 18          | 4      |
| 4       | 4      | Ivan Capelli       | Tyrrell-Renault        | 81     | + 1 Ronde           | 22          | 3      |
| 5       | 28     | Stefan Johansson   | Ferrari                | 81     | + 1 Ronde           | 15          | 2      |
| 6       | 17     | Gerhard Berger     | Arrows-BMW             | 81     | + 1 Ronde           | 7           | 1      |
| 7       | 24     | Huub Rothengatter  | Osella-Alfa Romeo      | 78     | + 4 Rondes          | 25          |        |
| 8       | 29     | Pierluigi Martini  | Minardi-Motori Moderni | 78     | + 4 Rondes          | 23          |        |
| NF      | 12     | Ayrton Senna       | Lotus-Renault          | 62     | Motor               | 1           |        |
| NF      | 27     | Michele Alboreto   | Ferrari                | 61     | Transmissie         | 5           |        |
| NF      | 1      | Niki Lauda         | McLaren-TAG            | 57     | Ongeluk             | 16          |        |
| NF      | 16     | Derek Warwick      | Renault                | 57     | Transmissie         | 12          |        |
| NF      | 3      | Martin Brundle     | Tyrrell-Renault        | 49     | Niet geklasseerd    | 17          |        |
| NF      | 8      | Marc Surer         | Brabham-BMW            | 42     | Motor               | 6           |        |
| NF      | 22     | Riccardo Patrese   | Alfa Romeo             | 42     | Uitlaat             | 14          |        |
| NF      | 19     | Teo Fabi           | Toleman-Hart           | 40     | Motor               | 24          |        |
| NF      | 18     | Thierry Boutsen    | Arrows-BMW             | 37     | Olielek             | 11          |        |
| NF      | 20     | Piercarlo Ghinzani | Toleman-Hart           | 28     | Koppeling           | 21          |        |
| NF      | 2      | Alain Prost        | McLaren-TAG            | 26     | Motor               | 4           |        |
| NF      | 15     | Patrick Tambay     | Renault                | 20     | Transmissie         | 8           |        |
| NF      | 33     | Alan Jones         | Lola-Hart              | 20     | Elektrisch probleem | 19          |        |
| DQ      | 11     | Elio de Angelis    | Lotus-Renault          | 18     | Gediskwalificeerd   | 10          |        |
| NF      | 7      | Nelson Piquet      | Brabham-BMW            | 14     | Brand               | 9           |        |
| NF      | 23     | Eddie Cheever      | Alfa Romeo             | 5      | Motor               | 13          |        |
| NF      | 5      | Nigel Mansell      | Williams-Honda         | 1      | Transmissie         | 2           |        |

## Wetenswaardigheden
- Niki Lauda reed zijn laatste race.

## Statistieken
| Pole-position | Ayrton Senna | Lotus-Renault | 1:19.843 |
| Snelste ronde | Keke Rosberg | McLaren-TAG   | 1:23.758 |

## Noot
- Honderdste Grand Prix-start voor Patrick Tambay en Alan Jones. Hiermee waren Tambay en Jones de tweeëntwintigste en drieëntwintigste coureurs die minstens 100 Grands Prix had gereden.
- Eerste podiumplaats voor Philippe Streiff.
- Vijfde Grand Prix-winst voor Keke Rosberg en voor een Finse coureur.
- Eerste wereldtitel voor Alain Prost en voor een Franse coureur. Prost was de 21ste coureur die wereldkampioen werd.

1949 · 1985 · 1986 · 1987 · 1988 · 1989 · 1990 · 1991 · 1992 · 1993 · 1994 · 1995 · 1996 · 1997 · 1998 · 1999 · 2000 · 2001 · 2002 · 2003 · 2004 · 2005 · 2006 · 2007 · 2008 · 2009 · 2010 · 2011 · 2012 · 2013 · 2014 · 2015 · 2016 · 2017 · 2018 · 2019 · 2020 · 2021 · 2022 · 2023 · 2024 · 2025